# Алисвил (Алабама)
Алисвил (енгл. Aliceville) град је у америчкој савезној држави Алабама. По попису становништва из 2010. у њему је живело 2.486 становника.

## Демографија
Према попису становништва из 2010. у граду је живело 2.486 становника, што је 81 (3,2%) становника мање него 2000. године.
| Група             | 2000.         | 2010.         |
| Белци             | 829 (32,3%)   | 563 (22,6%)   |
| Афроамериканци    | 1.708 (66,5%) | 1.861 (74,9%) |
| Азијати           | 8 (0,3%)      | 1 (0,0%)      |
| Хиспаноамериканци | 10 (0,4%)     | 31 (1,2%)     |
| Укупно            | 2.567         | 2.486         |